# Epidemia: Pericol nevăzut
Epidemia: Pericol nevăzut sau Contagion: Pericol nevăzut (titlu original: Contagion) este un film american din 2011 regizat de Steven Soderbergh. Este creat în genurile dramatic, thriller medical. Rolurile principale au fost interpretate de actorii Marion Cotillard, Matt Damon, Laurence Fishburne, Jude Law, Gwyneth Paltrow și Kate Winslet. Filmul prezintă răspândirea unui virus în lume.
Filmul începe cu sunetul unei femei care tușește. Aceasta este Beth Emhoff (Gwyneth Paltrow), care este pacientul zero într-o pandemie care ucide cel puțin 26 de milioane de oameni în întreaga lume în mai puțin de o lună. Pandemia fictivă este denumită MEV-1, este descrisă ca un hibrid de gripă și virusul mortal Nipah care a apărut în Malaezia la sfârșitul anilor 1990. Filmul s-a inspirat din apariția sindromului respirator acut sever din 2003 și a gripei porcine în 2009. În timpul pandemiei COVID-19 din 2019–2020, filmul a reapărut în clasamentele de vizionări în luna ianuarie 2020.
A avut premiera la cel de-al 68-lea Festival de Film de la Veneția, Italia, la 3 septembrie 2011, și a avut o lansare generală pe 9 septembrie. Filmul a fost apreciat de critici, care au lăudat scenariul și interpretarea diverșilor actori și actrițe. De asemenea, a fost bine primit de oamenii de știință, care i-au lăudat exactitatea. Comercial, filmul a avut un buget de 60 de milioane de dolari SUA și a adus venituri de 135 de milioane de dolari SUA la box-office în timpul difuzării sale în cinematografice.

## Prezentare
Întorcându-se dintr-o călătorie de afaceri în Hong Kong, Beth Emhoff ajunge Chicago pentru a avea relații sexuale cu fostul ei iubit. Două zile mai târziu, în casa familiei sale din suburbia Minneapolis, ea se prăbușește în convulsii. Soțul ei, Mitch Emhoff, o duce la spital, dar moare din cauze necunoscute. Mitch se întoarce acasă și află că fiul său vitreg Clark a murit din cauza unei boli similare. Mitch este izolat, dar se constată că este imun; este eliberat și se întoarce acasă la fiica sa adolescentă Jory.
În Atlanta, reprezentanții DHS se întâlnesc cu dr. Ellis Cheever de la CDC și își exprimă temerile că boala este o armă biologică menit să provoace teroare în weekendul de Ziua Recunoștinței. Cheever o trimite pe dr. Erin Mears, un ofițer EIS, la Minneapolis pentru a face anchete. Mears urmărește focarul până ajunge la Beth. Ea negociază cu birocrații locali, care sunt reticenți să aloce resurse pentru cercetări în domeniul sănătății publice. Mears se infectează și moare. Pe măsură ce virusul se răspândește, Chicago este pus în carantină și apar cazuri numeroase de jafuri pe măsură ce violența izbucnește.
La CDC, Dr. Ally Hextall stabilește că virusul este un amestec de materiale genetice provenite de la gripa porcilor și liliecilor. Oamenii de știință nu pot descoperi o cultură de celule în care să crească nou-identificatul virus MEV-1 pentru a produce un vaccin. Profesorul UCSF, Dr. Ian Sussman, încalcă ordinele de la Cheever de a distruge eșantioanele și identifică o cultură de celule MEV-1 utilizabilă folosind celule de liliac. Hextall folosește această descoperire pentru a lucra la un vaccin. Alți oameni de știință determină că virusul este răspândit prin fomite, ei estimează că 1 din 12 din populația lumii va fi infectat, cu o rată a mortalității de 25-30%.
Teoreticianul conspirației Alan Krumwiede postează videoclipuri despre virus pe blogul său. Într-un videoclip, acesta susține că s-a vindecat de virus folosind un remediu homeopatic derivat din forsiția. Persoanele care caută acest remediu copleșesc farmaciile. În timpul unui interviu televizat, Krumwiede dezvăluie că Cheever și-a informat în secret prietenii și familia să plece din Chicago înainte de a fi pus în carantină. Cheever este informat că va fi investigat. Krumwiede, după ce și-a înscenat boala pentru a stimula vânzările de forsiția, este arestat pentru conspirație și fraudă.
Folosind un virus atenuat, Hextall identifică un posibil vaccin. Pentru a reduce timpul necesar pentru a obține consimțământul de la pacienții infectați, Hextall își inoculează vaccinul experimental și își vizitează tatăl infectat. Nu contractează MEV-1, iar vaccinul este declarat a fi un succes. CDC acordă ca vaccinările să aibă loc prin loterie pe baza datei de naștere. Până în acest moment, cifra deceselor a ajuns la 2,5 milioane în Statele Unite și 26 de milioane la nivel mondial.
În Hong Kong, epidemiologul OMS Dr. Leonora Orantes și oficialii de la sănătate publică o identifică pe Beth ca fiind pacientul zero. Oficialul guvernamental, Sun Feng, o răpește pe Orantes pentru a o folosi ca pârghie pentru a obține doze de vaccin MEV-1 pentru cei din satul său. Oficialii OMS le oferă vaccinuri și ea este eliberată. Când Leonora află că vaccinurile date în sat au fost doar placebo, ea se grăbește să îi avertizeze.
Într-un flashback, cu câteva zile înainte ca Beth să fie infectată în China, un buldozer doboară un copac, deranjând un cuib de lilieci. Unul zboară peste o fermă și îi scapă o bucată de banană, care este mâncată de un porc. Porcii sunt măcelăriți și pregătiți de un bucătar care dă mâna cu Beth în cazinou, transferându-i virusul și transformând-o în pacientul zero.

## Distribuție
- Marion Cotillard ca Dr. Leonora Orantes, epidemiolog de la Organizația Mondială a Sănătății
- Matt Damon ca Mitch Emhoff
- Laurence Fishburne ca Dr. Ellis Cheever
- Jude Law ca Alan Krumwiede
- Gwyneth Paltrow ca Beth Emhoff
- Kate Winslet ca Dr. Erin Mears
- Bryan Cranston - contraamiral Lyle Haggerty, Corpul Serviciilor de Sănătate Publică din Statele Unite
- Jennifer Ehle ca Dr. Ally Hextall, cercetător al Centrului pentru Prevenirea și Controlul Bolilor (U.S. Public Health Service Home)
- Elliott Gould ca Dr. Ian Sussman
- Chin Han ca Sun Feng

## Pandemia de COVID-19 din 2019–2020
În cele patru luni  de când oficialii din domeniul sănătății publice au raportat primul caz de coronavirus, multe persoane au vizionat filmul.
În timpul pandemiei COVID-19, filmul a reapărut în clasamentele de vizionări în luna ianuarie 2020.

## Legături externe
- Site web oficial
- Contagion la Internet Movie Database
- Contagion la Rotten Tomatoes
- Contagion la Metacritic
- Epidemia: Pericol nevăzut la Allmovie
- Epidemia: Pericol nevăzut la TCM Movie Database
- Contagion în Catalogul Institutului American de Film
- Contagion la Box Office Mojo
- Contagion on IMFDB

## Vezi și
- Listă de filme de acțiune din 2011
- Filmografia lui Laurence Fishburne
- Listă de filme științifico-fantastice din anii 2010
- 2011 în cinematografie